# シーラカンスアンドアソシエイツ

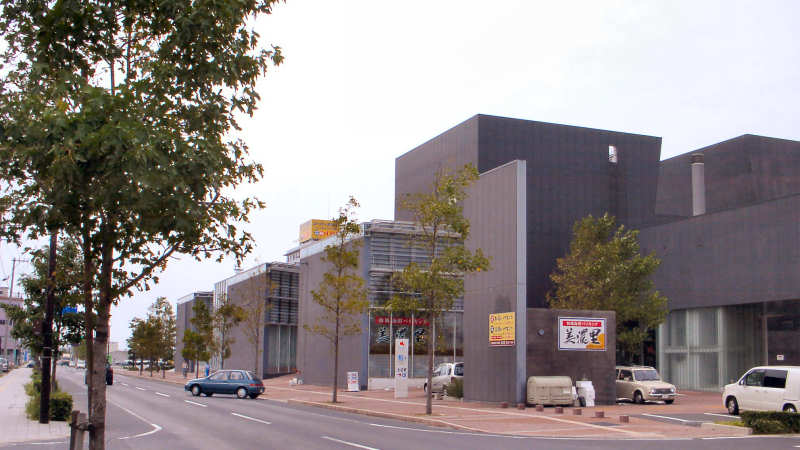
ビッグハート出雲

株式会社シーラカンスアンドアソシエイツ（英: Coelacanth and Associates）は、小嶋一浩・赤松佳珠子・大村真也（CAt）、伊藤恭行・宇野享・良知康晴（CAn）によって構成される建築設計事務所。
1986年に伊藤恭行・工藤和美・小泉雅生・小嶋一浩・堀場弘・日色真帆によりシーラカンスとして設立、1998年にシーラカンスアンドアソシエイツとして改組され、2005年にCAt（シーラカンスアンドアソシエイツ東京）（パートナー：小嶋一浩・赤松佳珠子）とCAn（シーラカンスアンドアソシエイツ名古屋）（パートナー：伊藤恭行・宇野享）の2事務所から成るグループとして再編。2019年にCAｔへ大村真也が、2020年にCAnへ良知康晴がパートナーに加わり、今に至る。

## 受賞歴
- 1997年 - 日本建築学会賞作品賞（千葉市立打瀬小学校）
- 2002年 - ARCASIA建築賞ゴールドメダル（スペースブロック上新庄）
- 2002年 - 日本建築学会作品選奨（クレアこうのす）
- 2002年 - 文教施設協会会長賞（宮城県迫桜高等学校）
- 2002年 - 公立学校優良施設表彰・文教施設協会会長賞（宮城県迫桜高等学校）
- 2002年 - 埼玉県景観賞（クレアこうのす）
- 2003年 - BCS賞（宮城県迫桜高等学校）
- 2003年 - 日本建築学会作品選奨（宮城県迫桜高等学校）
- 2003年 - 日本建築学会作品選奨（ビッグハート出雲）
- 2004年 - 公共建築賞優秀賞（吉備高原小学校）
- 2005年 - 医療福祉建築賞（花みずき・レディース・クリニック）
- 2005年 - グッドデザイン賞建築デザイン部門受賞（スペースブロック・ノザワ）
- 2006年 - American Wood Design Award 優秀賞（ぐんま国際アカデミー）
- 2006年 - 太田都市景観賞一般の部大賞（ぐんま国際アカデミー）
- 2006年 - 愛知県まちなみ建築賞（愛知淑徳大学9号棟）
- 2007年 - 日本建築学会作品選奨（ぐんま国際アカデミー）
- 2007年 - 第1回日本建築家協会賞（ぐんま国際アカデミー）
- 2007年 - 千葉県建築文化賞（千葉市立美浜打瀬小学校）
- 2007年 - 千葉市優秀建築賞（公共建築部門）（千葉市立美浜打瀬小学校）
- 2007年 - こども環境学会賞デザイン賞（千葉市立美浜打瀬小学校）
- 2008年 - Holcim Awards Silver Asia Pacific（ホーチミンシティ建築大学）
- 2008年 - Global Holcim Awards Silver（ホーチミンシティ建築大学）
- 2009年 - 日本建築学会作品選奨（千葉市立美浜打瀬小学校）
- 2009年 - 千葉市優秀建築賞（一般建築部門）（幕張インターナショナルスクール）
- 2010年 - 日本建築学会作品選奨（HOUSE YK/ISLANDS）
- 2010年 - 木材活用コンクール日本住宅・木材技術センター理事長賞（幕張インターナショナルスクール）
- 2011年 - 日本建築学会作品選奨（幕張インターナショナルスクール）
- 2011年 - 日本建築美術工芸協会AACA賞（宇土市立宇土小学校）
- 2012年 - 千葉県建築文化賞（幕張インターナショナルスクール）
- 2013年 - 第26回村野藤吾賞（宇土市立宇土小学校）
- 2013年 - 第16回木材活用コンクール林野庁長官賞（尾鷲市立尾鷲小学校）
- 2013年 - 第32回三重県建築賞会長賞（尾鷲市立尾鷲小学校）
- 2013年 - 2012年度建築九州賞作品賞（一般建築部門）（宇土市立宇土小学校）
- 2013年 - 第45回中部建築賞（一般部門入賞）（高志の国文学館）
- 2013年 - 第44回富山県建築賞（一般の部優秀賞）（高志の国文学館）
- 2013年 - 第7回日本建築家協会賞（宇土市立宇土小学校）
- 2014年 - 日本建築学会作品選奨（高志の国文学館）
- 2014年 - 日本建築学会作品選奨（柿畑のサンクンハウス）
- 2015年 - 第7回JIA中国建築大賞（BWTあすとぴあ工場）
- 2015年 - JIA優秀建築賞（高志の国文学館）
- 2015年 - 日本建築学会作品選奨（尾鷲市立尾鷲小学校）
- 2016年 - 日本建築学会賞作品賞（流山市立おおたかの森小・中学校、おおたかの森センター、こども図書館）
- 2016年 - 第57回BCS賞（流山市立おおたかの森小・中学校、おおたかの森センター、こども図書館）
- 2016年 - 第57回BCS賞（高志の国文学館）
- 2016年 -日本建築学会作品選奨（BWTあすとぴあ工場）
- 2017年 - 日本建築学会作品選奨（風の街みやびら）
- 2017年 - 医療福祉建築賞 （風の街みやびら）
- 2017年 - 福島県建築文化賞（あぶくま更生園）
- 2018年 - 日本建築学会作品選奨（あぶくま更生園）
- 2018年 - 第59回BCS賞（立川市立立川第一小学校・柴崎学習館・柴崎図書館・柴崎児童保育所）
- 2019年 - 日本建築学会作品選奨（北方町庁舎）
- 2019年 - グッドデザイン賞ベスト100（渋谷ストリーム）
- 2019年 - 第7回京都建築賞 最優秀賞（京都外国語大学新4号館）
- 2019年 - 日本空間デザイン賞 大規模商業空間部門 銀賞（渋谷ストリーム）
- 2020年 - 日本建築学会作品選奨（渋谷ストリーム）
- 2021年 - 第62回BCS賞（渋谷ストリーム）
- 2021年 - グッドデザイン賞ベスト100（ROPPONGI TERRACE）
- 2021年 - 第1回JIA東北建築大賞（山元町役場）
- 2022年 - 日本建築学会作品選奨（山元町役場）
- 2022年 - 第13回 JIA中国建築大賞（アストラムライン新白島駅）
- 2023年 - 日本建築学会作品選奨（共愛学園前橋国際大学5号館 KYOAI GLOCAL GATEWAY）

## 建築実績
- 1991年 - ピースおおさか （大阪府大阪市）
- 1995年 - 千葉市立打瀬小学校 （千葉県千葉市）
- 1998年 - 吉備高原小学校 （岡山県加賀郡吉備中央町）
- 1998年 - スペースブロック上新庄 （大阪府大阪市）
- 1999年 - ビッグハート出雲 （島根県出雲市）
- 2000年 - クレアこうのす （埼玉県鴻巣市）
- 2001年 - 宮城県迫桜高等学校 （宮城県栗原市）
- 2003年 - 東京大学先端科学技術研究センターIII-1 （東京都目黒区）
- 2003年 - スペースブロック・ハノイモデル （ベトナム、ハノイ）
- 2003年 - 北京建外SOHO SOSO別荘 （中国、北京）
- 2004年 - リベラル・アーツ&サイエンス・カレッジ （カタール、ドーハ）
- 2005年 - ぐんま国際アカデミー （群馬県太田市）
- 2005年 - 戸田市立芦原小学校 （埼玉県戸田市）
- 2006年 - 千葉市立美浜打瀬小学校 （千葉県千葉市）
- 2008年 - とどろみの森学園 箕面市立止々呂美小学校・中学校 （大阪府箕面市）
- 2009年 - 幕張インターナショナルスクール （千葉県千葉市）
- 2011年 - 沖縄アミークスインターナショナル （沖縄県うるま市）
- 2011年 - 宇土市立宇土小学校 （熊本県宇土市）
- 2012年 - 尾鷲市立尾鷲小学校 （三重県尾鷲市）
- 2012年 - 高志の国文学館 （富山県富山市）
- 2014年 - 立川市立立川第一小学校・柴崎学習館・柴崎学童保育所 （東京都立川市）
- 2014年 - 市が洞保育園・市が洞児童館 （愛知県長久手市）
- 2014年 - 風の街みやびら（広島県庄原市）
- 2015年 - 流山市立おおたかの森小・中学校、おおたかの森センター、こども図書館 （千葉県流山市）
- 2015年 - アストラムライン新白島駅 （広島県広島市）
- 2015年 - あぶくま更生園（福島県田村市）
- 2016年 - 北方町庁舎 （岐阜県本巣郡北方町）
- 2016年 - ISAK KAMIYAMA Academic Center + Residence 4 （長野県北佐久郡）
- 2016年 - 南方熊楠記念館新館（和歌山県白浜町）
- 2016年 - HASE-BLDG.1（愛知県名古屋市）
- 2017年 - 恵比寿SAビル（東京都渋谷区）
- 2017年 - 釜石市立釜石東中学校、鵜住居小学校、鵜住居幼稚園、釜石市鵜住居児童館（岩手県釜石市）
- 2017年 - 京都外国語大学新4号館（京都府京都市）
- 2018年 - 渋谷ストリーム（デザインアーキテクト）（東京都渋谷区）
- 2018年 - 北方町新庁舎 （岐阜県本巣郡北方町）
- 2019年 - 山元町役場（宮城県山元町）
- 2019年 - 加東市立加東みらいこども園（兵庫県加東市）
- 2019年 - 豊岡市役所藤岡支所・豊岡市藤岡交流館（愛知県豊岡市）
- 2019年 - 広島県立広島叡智学園中学校・高等学校 （広島県豊田郡大崎上島）
- 2020年 - うのすまいトモス 釜石市民体育館・いのちをつなぐ未来館・鵜の郷交流館（岩手県釜石市）
- 2020年 - ROPPONGI TERRACE（東京都港区）
- 2020年 - 小田原市消防庁舎　成田出張所（神奈川県小田原市）/岡本出張所（神奈川県南足柄市）
- 2021年 - 共愛学園前橋国際大学5号館 KYOAI GLOCAL GATEWAY（群馬県前橋市）
- 2021年 - 土生公民館（広島県尾道市因島）
- 2021年 - こざかい葵風館 （愛知県豊川市）

進行中
- （仮称）静岡新県立中央図書館（静岡県静岡市）
- ふくしま農業人材育成センター（仮称）（福島県矢吹町）
- 伊佐市新庁舎（鹿児島県伊佐市）
- 邑南町立石見中学校（島根県邑南町）
- 中央アジア大学 （タジキスタン・キルギスタン・カザフスタン）
- ホーチミン市建築大学 （ベトナム、ホーチミン）

## シーラカンスアンドアソシエイツの出身者・事務所
- 小泉アトリエ / 小泉雅生
- タラオ・ヒイロ・アーキテクツ / 日色真帆
- インフィールド / 三瓶満真